# Nikoletta Papp
Nikoletta Papp (uneori scris și Nikolett Papp, născută Kiss; 23 iulie 1996, în Budapesta) este o handbalistă maghiară care evoluează pe postul de intermediar dreapta pentru clubul românesc SCM Gloria Buzău și echipa națională a Ungariei.
Nikoletta este căsătorită cu jucătorul de fotbal maghiar Máté Papp.

## Palmares
- Liga Europeană:
  -  Finalistă (Turneul Final Four): 2021
  - Sfertfinalistă: 2023

- Cupa EHF:
  - Grupe: 2017, 2020
  - Turul 3: 2018, 2019

- Campionatul Ungariei:
  -  Medalie de bronz: 2017, 2018

- Cupa Ungariei:
  -  Finalistă: 2018
  -  Medalie de bronz: 2022

## Statistică goluri și pase de gol
Conform Federației Ungare de Handbal, Federației Europene de Handbal și Federației Internaționale de Handbal:
| Sezon                  | Echipă | Goluri |
| ---------------------- | ------ | ------ |
|                        |        |        |
| 2015-16                |        |        |
| Mosonmagyaróvári KC SE | 98     |        |
|                        |        |        |
| 2016-17                |        |        |
| Érd NK                 | 42     |        |
|                        |        |        |
| 2017-18                |        |        |
| Érd NK                 | 60     |        |
|                        |        |        |
| 2018-19                |        |        |
| Érd NK                 | 81     |        |
|                        |        |        |
| 2019-20                |        |        |
| Érd NK                 | 42     |        |
|                        |        |        |
| 2020-21                |        |        |
| Siófok KC              | 91     |        |
|                        |        |        |
| 2021-22                |        |        |
| Siófok KC              | 55     |        |
|                        |        |        |
| 2022-23                |        |        |
| Siófok KC              | 44     |        |

| Sezon            | Echipă | Goluri |
| ---------------- | ------ | ------ |
|                  |        |        |
| 2023-24          |        |        |
| SCM Gloria Buzău | 61     |        |

| Sezon                  | Echipă | Goluri |
| ---------------------- | ------ | ------ |
|                        |        |        |
| 2015-16                |        |        |
| Mosonmagyaróvári KC SE | 11     |        |
|                        |        |        |
| 2016-17                |        |        |
| Érd NK                 | 12     |        |
|                        |        |        |
| 2017-18                |        |        |
| Érd NK                 | 24     |        |
|                        |        |        |
| 2018-19                |        |        |
| Érd NK                 | 3      |        |
|                        |        |        |
| 2019-20                |        |        |
| Érd NK                 | 2      |        |
|                        |        |        |
| 2020-21                |        |        |
| Siófok KC              | 11     |        |
|                        |        |        |
| 2021-22                |        |        |
| Siófok KC              | 4      |        |
|                        |        |        |
| 2022-23                |        |        |
| Siófok KC              | 4      |        |

| Sezon            | Echipă | Goluri |
| ---------------- | ------ | ------ |
|                  |        |        |
| 2023-24          |        |        |
| SCM Gloria Buzău | 2      |        |

| Ediția                 | Echipă | Goluri | Pase de gol |
| ---------------------- | ------ | ------ | ----------- |
|                        |        |        |             |
| Macedonia de Nord 2014 |        |        |             |
| Ungaria junioare       | 18     | -      |             |

| Ediția      | Echipă | Goluri | Pase de gol |
| ----------- | ------ | ------ | ----------- |
|             |        |        |             |
| Suedia 2016 |        |        |             |
| Ungaria     | -      | -      |             |

| Ediția     | Echipă | Goluri | Pase de gol |
| ---------- | ------ | ------ | ----------- |
|            |        |        |             |
| Tokyo 2020 |        |        |             |
| Ungaria    | -      | -      |             |

| Sezon     | Echipă | Goluri |
| --------- | ------ | ------ |
|           |        |        |
| 2020-21   |        |        |
| Siófok KC | 24     |        |
|           |        |        |
| 2022-23   |        |        |
| Siófok KC | 49     |        |

| Sezon   | Echipă | Goluri |
| ------- | ------ | ------ |
|         |        |        |
| 2016-17 |        |        |
| Érd NK  | 2      |        |
|         |        |        |
| 2017-18 |        |        |
| Érd NK  | 2      |        |
|         |        |        |
| 2018-19 |        |        |
| Érd NK  | 3      |        |
|         |        |        |
| 2019-20 |        |        |
| Érd NK  | 30     |        |